# Nazionale maschile di rugby a 13 della Germania
La nazionale di rugby a 13 della Germania (in tedesco Deutsche Rugby-League-Nationalmannschaft) è la selezione che rappresenta la Germania a livello internazionale nel rugby a 13.
Ha debuttato nel 2006 contro l'Austria, partita valevole per l'European Shield.

## Palmarès
- European Shield: 2
2006, 2011